# Овусу Бенсон
Овусу Бенсон (22. март 1977) бивши је гански фудбалер.

## Репрезентација
За репрезентацију Гане дебитовао је 1999. године.

## Статистика
| Гана   | Гана | Гана |
| Год.   | Ута. | Гол. |
| ------ | ---- | ---- |
| 1999   | 1    | 0    |
| Укупно | 1    | 0    |